# Rose Zwi
Rose Zwi (* 8. Mai 1928 in Oaxaca de Juárez, Mexiko; † Oktober 2018 in Sydney) war eine Schriftstellerin. Sie lebte in zahlreichen Ländern und war seit 1992 australische Staatsbürgerin.

## Leben
Zwis Eltern waren Juden, die in Žagarė in Litauen gelebt hatten und 1926 nach Mexiko emigriert waren. 1928 wurde dort Rose Zwi geboren, 1930 zog sie mit ihren Eltern nach Südafrika. 1949 emigrierte Rose Zwi in das neugegründete Israel und heiratete dort. 1952 kehrte sie nach Südafrika zurück. An der Witwatersrand-Universität in Johannesburg erwarb sie 1967 einen Bachelor-Abschluss in Englischer Literatur. Bis 1988 war Zwi Mitglied von Black Sash.
1988 wanderte Zwi nach Australien aus. Seither lebte sie in Sydney. 1992 erhielt sie die australische Staatsbürgerschaft. Im selben Jahr besuchte sie zum ersten Mal Žagarė.
Zwis Romane und Erzählungen handeln meist von Menschen in Südafrika, aber auch das Leben der Juden im Litauen der 1920er Jahre wird beschrieben. In Safe Houses wird das Leben dreier Familien – Schwarze, Buren und Juden – im Südafrika der 1980er Jahre beschrieben. Another year in Africa spielt ebenfalls in Südafrika und porträtiert eine jüdische Auswandererfamilie in den 1930er Jahren. Letzter Spaziergang Naryshkin Park schildert das Schicksal einer jüdischen, litauischen Familie inmitten von Antisemitismus und Verfolgung.

## Auszeichnungen
- 1982: Olive Schreiner Prize für Another Year in Africa[4]
- 1994: Human Rights and Equal Opportunities Commission Fiction Award für Safe Houses[5]

## Werke
- 1980: Another year in Africa. Bateleur, Johannesburg, ISBN 0-620-02286-8.
- 1981: The inverted pyramid. A novel. Roman. Ravan, Johannesburg, ISBN 0-86975-212-X.
- 1984: Exiles. A novel. Roman. AD Donker, Johannesburg, ISBN 0-86852-060-8.
- 1991: The umbrella tree. Penguin, London, ISBN 0-14-013410-7.
- 1993: Safe houses: A novel of love and hatred in South Africa. Spinifex, Melbourne, ISBN 1-74219-168-1.
- 1997: Last walk in Naryshkin Park. Spinifex, Melbourne, ISBN 1-875559-72-8.
  - 2004: Letzter Spaziergang Naryshkin Park. Reise in eine fremde Heimat. Edition Ebersbach, Berlin, ISBN 3-934703-82-8.
- 2003: Speak the truth, laughing. Nine stories and a novella, House Arrest. Spinifex, Melbourne, ISBN 1-876756-21-7.